# Challenge Desgrange-Colombo 1956
De Challenge Desgrange-Colombo 1956 was de negende editie van dit regelmatigheidsklassement.
Er waren elf koersen die meetelden voor de Challenge Desgrange-Colombo: vier in België, drie in Frankrijk en Italië en één in Zwitserland. Renners moesten in elk van de organiserende landen (Frankrijk, Italië en België) aan minimaal één wedstrijd hebben meegedaan om in aanmerking te komen voor het eindklassement. Deelname aan de Ronde van Zwitserland was hiervoor niet verplicht.
Eindwinnaar was de Belg Fred De Bruyne, die zowel Milaan-San Remo als Luik-Bastenaken-Luik had gewonnen. Zijn landgenoot Stan Ockers werd tweede, met twee punten meer dan Ronde van Vlaanderen-winnaar Jean Forestier uit Frankrijk. Het landenklassement werd voor de derde maal gewonnen door België. De Italianen stelden dit jaar teleur: geen enkele koers werd gewonnen door een Italiaan. Ook in de top-tien van het eindklassement was geen Italiaan terug te vinden, al was dit deels te wijten aan het feit dat de beste Italianen niet in alle organiserende landen aan minimaal één wedstrijd hadden meegedaan.

## Wedstrijden
| Datum           | Koers                        | Winnaar               |
| --------------- | ---------------------------- | --------------------- |
| 19 maart        | Milaan-San Remo (1956)       | Fred De Bruyne        |
| 2 april         | Ronde van Vlaanderen (1956)  | Jean Forestier        |
| 8 april         | Parijs-Roubaix (1956)        | Louison Bobet         |
| 22 april        | Parijs-Brussel (1956)        | Rik Van Looy          |
| 5 mei           | Waalse Pijl (1956)           | Richard Van Genechten |
| 6 mei           | Luik-Bastenaken-Luik (1956)  | Fred De Bruyne        |
| 19 mei–10 juni  | Ronde van Italië (1956)      | Charly Gaul           |
| 16 juni–23 juni | Ronde van Zwitserland (1956) | Rolf Graf             |
| 5 juli–28 juli  | Ronde van Frankrijk (1956)   | Roger Walkowiak       |
| 7 oktober       | Parijs-Tours (1956)          | Albert Bouvet         |
| 21 oktober      | Ronde van Lombardije (1956)  | André Darrigade       |

## Puntenverdeling
| Wedstrijd                      | 1e | 2e | 3e | 4e | 5e | 6e | 7e | 8e | 9e | 10e | 11e | 12e | 13e | 14e | 15e |
| ------------------------------ | -- | -- | -- | -- | -- | -- | -- | -- | -- | --- | --- | --- | --- | --- | --- |
| Rondes van Italië en Frankrijk | 40 | 34 | 30 | 26 | 22 | 20 | 18 | 16 | 14 | 12  | 10  | 8   | 6   | 4   | 2   |
| Overige wedstrijden            | 20 | 17 | 15 | 13 | 11 | 10 | 9  | 8  | 7  | 6   | 5   | 4   | 3   | 2   | 1   |

## Eindklassementen

### Individueel
| Plek | Renner              | Punten |
| ---- | ------------------- | ------ |
| 1    | Fred De Bruyne      | 83     |
| 2    | Stan Ockers         | 62     |
| 3    | Jean Forestier      | 60     |
| 4    | André Vlayen        | 46     |
| 5    | Louison Bobet       | 43     |
| 5    | Jozef Planckaert    | 43     |
| 5    | Rik Van Steenbergen | 43     |
| 8    | Germain Derijcke    | 41     |
| 8    | Gilbert Bauvin      | 41     |
| 10   | Roger Walkowiak     | 40     |

### Landen
Voor het landenklassement telden de punten van de beste vijf renners per koers mee.
| Plek | Land           | Punten |
| ---- | -------------- | ------ |
| 1    | België         | 569    |
| 2    | Frankrijk      | 326    |
| 3    | Italië         | 323    |
| 4    | Zwitserland    | 61     |
| 4    | Nederland      | 61     |
| 6    | Luxemburg      | 51     |
| 7    | Spanje         | 36     |
| 8    | B.R. Duitsland | 14     |

1948 · 1949 · 1950 · 1951 · 1952 · 1953 · 1954 · 1955 · 1956 · 1957 · 1958